# Ramon Sean Rivas
Ramon Sean Rivas (sinh ngày 9 tháng 2 năm 1980),  được biết đến với nghệ danh Ramon Rivas a.k.a 9000, là một kỹ sư sản xuất, giám đốc điều hành thu âm, nhạc sĩ và nhà sản xuất thu âm người Mỹ. Sinh ra ở Far Rockaway, Queens,Thành phố New York, Hoa Kỳ, Ramon Rivas có lẽ được biết đến nhiều nhất với kỹ thuật thiết kế một số album đoạt giải Grammy cho các nghệ sĩ thu âm như Beyonce, Jay-Z, Justin Bieber và Alicia Keys. Sau đó, Rivas kết nối với Mel Testamark và ký hợp đồng xuất bản nội bộ với So So Def Recordings với tư cách là kỹ sư nội bộ.
Năm 17 tuổi, Rivas gia nhập So So Def Recordings Năm 1998, Rivas chuyển đến Atlanta sau khi anh được người sáng lập Jermaine Dupri mời làm việc toàn thời gian cho hãng.